# زبيدة بيطاري
زبيدة بيطاري (ولدت عام 1939) هو اسم مستعار للكاتبة الجزائرية لويز علي-رشدي، وهي كاتبة جزائرية ألفت كتاب يا أخواتي المسلمات، ابكين الذي نُشر عام 1964 في باريس، فرنسا. وقد كان لهذا الكتاب تأثير كبير في تعزيز التضامن بين النساء المسلمات.

## النشأة
ولدت بيطاري في عائلة من الطبقة المتوسطة الدنيا في الجزائر، ودرست في مدرسة فرنسية. وعندما بلغت الثانية عشرة من عمرها، أخرجها والداها من المدرسة لتزويجها. كان الزواج المبكر شائعًا، لكنه كان موضع رفض ونقاش تناولته العديد من الناشطات مثل هدى شعراوي.
في سن الثالثة عشرة، أنجبت بيطاري طفلًا، لكن حماتها انتزعت منها ابنها بعد عام من ذلك، عقب نبذ زوجها لها. لاحقًا، سافرت زبيدة إلى فرنسا لتتمكن من الكتابة بحرّية عن معاناتها وتمردها.

## يا أخواتي المسلمات، ابكين
تنعكس حياة بيطاري المبكرة وزواجها في كتاباتها. نشرت زبيدة كتابها: يا أخواتي المسلمات، ابكين! عندما كانت في الخامسة والعشرين من عمرها. يدور الكتاب حول حياتها "معبراً عن شعور بالتحرر والنشوة الذي يأتي مع الوعي الناشئ وأفعال التحدي." على الرغم من أن الكتاب بأكمله لم يُنرجم، إلا أن مقتطفًا مترجمًا منه بعنوان "صوت السعادة" نشر في فتح الأبواب: مختارات من الكتابة النسوية العربية.
تدور أحداث كتاب بيطاري خلال ثورة التحرير الجزائرية، ويتناول الأدب الذي سينشر لاحقًا منتقدًا الثورة والنتائج المترتبة على تعدد الزوجات والطلاق. حُدد الفرنسيين على أنهم داعمون للكاتبات الجزائريات. كتاب زبيدة هو من أوائل الكتب التي تُظهر أن المجتمع الجزائري تأثر وتشكل بالتأثير الفرنسي. لم يكن من الممكن فصل الجزائريين عن ماضيهم الاستعماري مع الجزائر الفرنسية.
يصور كتاب زبيدة بيطاري إحساسًا بالتحرر والنشوة. تبدأ المرأة في الكتاب بالذهاب في رحلات مع ابنها. وبذلك تبدأ سعيها إلى مزيد من الحرية. تزور طبيب الأسنان في وقت متأخر، وعند عودتها، تُوصف بأنها عاهرة ويطردها زوجها من منزلها. وتعتقد أن هذا تحرر وتصبح مبتهجة بالوضع. على الرغم من أنها نادمة على ترك ابنها مع زوجها، إلا أنها تتحرر من أجل الحصول على حريتها واستقلالها.